# Єста Сален
Єста Сален (швед. Gösta Salén, 4 січня 1922 — 2002) — шведський яхтсмен.
Бронзовий призер Олімпійських Ігор 1948 року в класі 6 метрів.